# Karanggeneng (Pitu)
Karanggeneng is een bestuurslaag in het regentschap Ngawi van de provincie Oost-Java, Indonesië. Karanggeneng telt 1524 inwoners (volkstelling 2010).